# Kobyliský hřbitov
Kobyliský hřbitov se nachází v Praze 8 v Kobylisích jižně od Vozovny Kobylisy. Jeho rozloha je 0,65 hektaru a nemá možnost rozšíření. Na této ploše se nachází 33 hrobek, 724 hrobů a 222 urnových hrobů. Celkem zde odpočívá 3 948 pohřbených. Na hřbitově se nalézá také čestné pohřebiště padlých na barikádách v květnu 1945 a také pomník Rudé armády, který původně stál v samém centru Prahy 8.
Kobyliský hřbitov spravuje příspěvková organizace Hřbitovy a pohřební služby hl. m. Prahy, Hřbitovní správa Ďáblice.